# Epiamomum borneense
Epiamomum borneense là một loài thực vật có hoa trong họ Gừng. Loài này được Karl Moritz Schumann mô tả khoa học đầu tiên năm 1904 dưới danh pháp Zingiber borneense. Năm 1988, Rosemary Margaret Smith chuyển nó sang chi Amomum. Năm 2018, Axel Dalberg Poulsen và Jana Leong-Škorničková chuyển nó sang chi mới được mô tả là Epiamomum.

## Phân bố
Plants of the World Online cho rằng loài này có ở Borneo (Sarawak).